# Tattarbruden
Denna sida handlar om den norska filmen, för den ursprungligen finska släkten, se Fant (släkt).
Tattarbruden (originaltitel: Fant) är en norsk dramafilm från 1937 med manus och regi av Tancred Ibsen, baserad på Gabriel Scotts roman Fant. Filmen ses som en höjdpunkt i norsk films så kallade "guldålder" på 1930-talet. Filmen handlar om "tattare", och är på många sätt typisk för samtidens syn på resandefolket och dess kultur.

## Handling
Tattarbruden handlar om den unga, föräldralösa flickan Josefa, som rymmer från sin elake farbror och träffar tattaren Fændrik, som hon efter hand blir förälskad i. Fændrik tillhör ett sjöfarande följe av resande längs Sørlandets kust.

## Om filmen
Tattarbruden bygger på Gabriel Scotts roman Fant från 1928. Manuset skrevs av Tancred Ibsen. Exteriörerna spelades in i Grimstad med omnejd, medan interiörerna spelades in i Norsk Films ateljéer i Jar i Bærum. Scenerna från Sørlandskusten, fotograferade av Adrian Bjurman, anses mycket lyckade. Skärgårdslandskapet ramar vackert in filmen, och integreras på ett självklart sätt i handlingen. Filmen var Alfred Maurstads debutfilm, och blev hans stora genombrott.
Filmen hade urpremiär på biografen Eldorado i Oslo den 26 december 1937. Den mottogs mycket väl både av kritiker och publik, och framhålls som en central film i den norska filmhistorien samt en av de främsta filmerna under den norska "guldåldern" inom film i slutet av 1930-talet. Filmen hade Sverigepremiär på biografen Skandia i Stockholm den 2 maj 1938, då under namnet Tattarbruden.

## Rollista
- Alfred Maurstad –  Fændrik
- Sonja Wigert –  Josefa
- Lars Tvinde – Sebaldus
- Guri Stormoen – Mathilde
- Oscar Egede-Nissen – Oscar
- Henny Skjønberg – Tobine
- Carsten Winger – Halvor
- Marit Halset – Halvors hustru
- Sigurd Magnussøn – Peder
- Karin Meyer – Peders hustru
- Toralv Maurstad – en pojke
- Espen Skjønberg – en pojke
- Joachim Holst-Jensen – farbror Søren
- Gøril Havrevold – Johanne
- Abigael Magnussøn – Johannes mor
- Eugen Skjønberg – länsman
- Einar Tveito – Josefas farbror
- Gudrun Tvinde – en fiskarkvinna
- Aagot Didriksen – en bondkvinna